# アルデヒドデヒドロゲナーゼ (FAD非依存)
アルデヒドデヒドロゲナーゼ (FAD非依存)（アルデヒドデヒドロゲナーゼ (FADひいそん)、aldehyde dehydrogenase (FAD-independent)）は、次の化学反応を触媒する酸化還元酵素である。
アルデヒド + H2O + 受容体 {\displaystyle \rightleftharpoons } カルボン酸 + 還元型受容体
反応式の通り、この酵素の基質はアルデヒドと水と受容体、生成物はカルボン酸と還元型受容体である。
組織名はaldehyde:acceptor oxidoreductase (FAD-independent)で、別名にaldehyde oxidase, aldehyde oxidoreductase, Mop, AORDdがある。